# YouTube歷史
YouTube是美國的一個視頻分享網站，總部位於聖布魯諾，由三位前PayPal員工（詹博鈞、陳士駿、賈德·卡林姆）創建於2005年2月14日。2006年11月，Google以16.5億美元的價格收購YouTube，使其成為Google的子公司。同年《時代》雜誌將你選為時代年度風雲人物時，YouTube屏幕亦有上榜。據估計在2007年時，YouTube使用的帶寬相當於2000年時全部互聯網使用的帶寬。截至2019年5月，每分鐘有超過500小時的視頻上傳至YouTube。截至2020年10月，YouTube是世界第二受歡迎的網站，僅次於Google。但YouTube亦面臨批評，包括部分其視頻侵犯版權、推薦算法可能涉嫌擴散謠言，部分內容包括兒童色情及暴力等。2021年11月，YouTube宣布將刪除其介面上的負面評價數量。

## 外部連結
- 官方网站
- YouTube上的The History of YouTube
- YouTube上的YouTube is Worlds Second Largest Search Engine